# Овсянников, Леонид Фёдорович
Овсянников Леонид Фёдорович (25 мая 1880, Юрино, Нижегородская губерния (ныне Юрино, Юринского района Республики Марий Эл)— 30 марта 1970, Ленинград) — русский и советский художник-график и педагог, профессор ЛИЖСА имени И.Репина, Заслуженный деятель искусств РСФСР, член Ленинградского Союза художников.

## Биография
Родился 25 мая 1880 года в деревне Юрино Нижегородской губернии (ныне - пос. Юрино Юринского района Марий Эл)  в семье сельского учителя. В 1900 окончил Казанское художественное училище, в 1909 Высшее художественное училище при Императорской Академии художеств в Санкт-Петербурге по мастерской В. В. Матэ. Жил в Петербурге-Петрограде-Ленинграде. Занимался преимущественно станковой графикой, работал в технике цветного офорта, литографии, линогравюры.
Член и экспонент «Общества художников им. А. И. Куинджи». С 1932 член ЛССХ. Участник крупнейших выставок советского изобразительного искусства 1920-30-х годов в СССР и за рубежом. Преподавал в Киевском архитектурном институте (1918—1922), Ленинградском художественно-промышленном техникуме, ЛИЖСА имени И. Е. Репина (1938—1960).
После начала Великой Отечественной войны оставался в блокадном Ленинграде. По заданию Политуправления Ленинградского фронта вместе с другими художниками создаёт агитационные листовки и плакаты. В феврале 1942 вместе с институтом был эвакуирован в Самарканд, где продолжил педагогическую и творческую работу. После возвращения в июле 1944 из эвакуации работал профессором кафедры рисунка ЛИЖСА имени И. Е. Репина. Персональные выставки в Ленинграде в 1941 и 1945 годах. Автор учебных пособий «Гравирование на картоне» (1952), «Изучение техники офорта применительно к программе первого и второго художественных курсов» (1953). Оставил воспоминания о встречах с И. Репиным, опубликованные в сборнике «Художники Ленинграда» в 1959 году. Удостоен почётного звания Заслуженный деятель искусств Российской Федерации.
Среди произведений, созданных Овсянниковым, офорты «Портрет В. Ленина» (1926, Русский музей), «С. Киров на трибуне» (1935, Русский музей), «Печерск» (1949), «Пейзаж с луной» (1950), «Колхозное стадо», «Пейзаж» (оба 1959), «Дети на пляже» (1963), «На берегу Лейлупе» (1964), «Берёзки» (1967) и другие.
Скончался 30 марта 1970 года в Ленинграде на 90-м году жизни. 
Произведения Л. Ф. Овсянникова находятся в Русском музее, Третьяковской галерее, в других музеях и частных собраниях в России и за рубежом.